# Henri Pitot

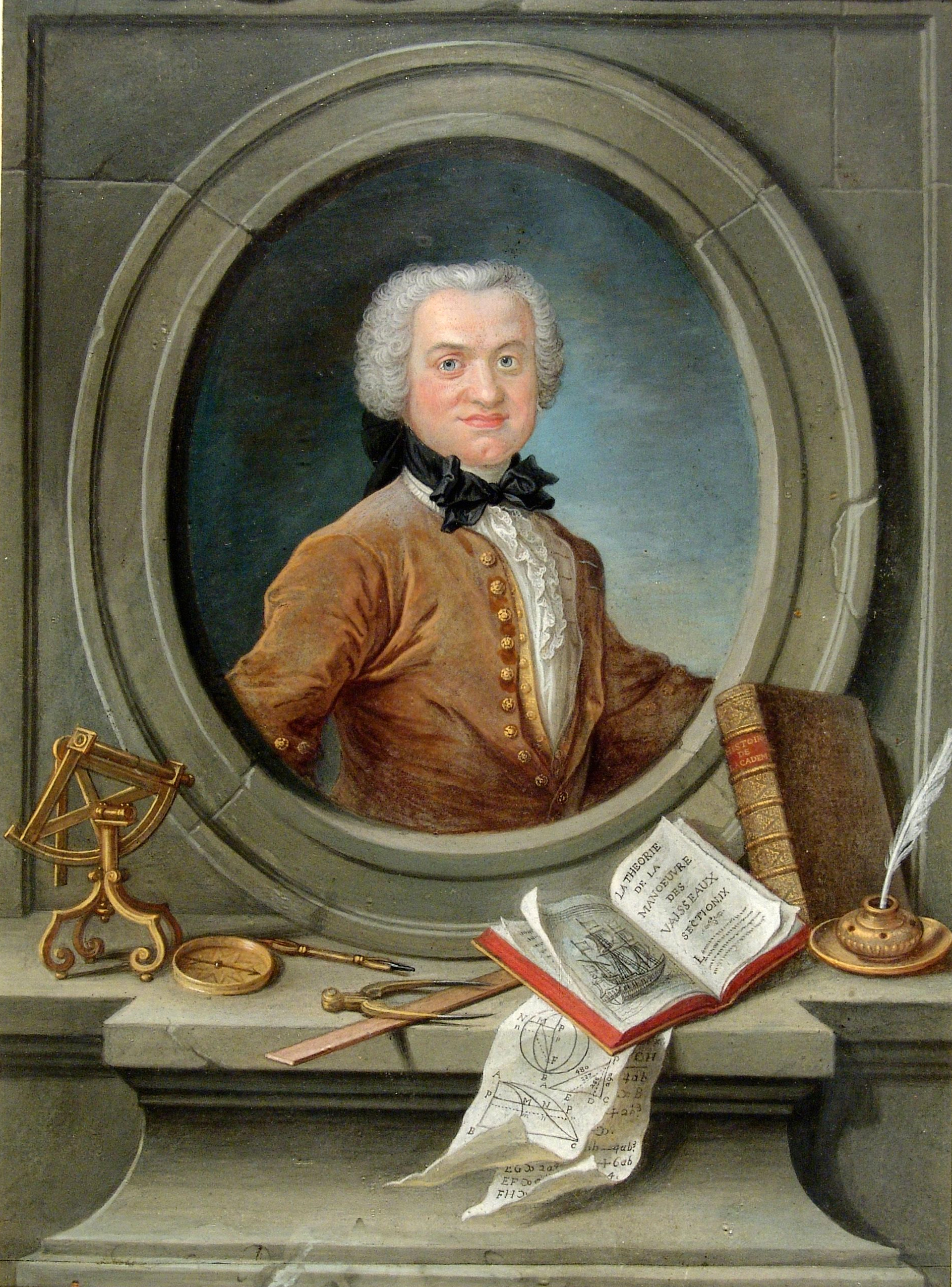
Henri de Pitot

Henri Pitot (ur. 3 maja 1695, zm. 27 grudnia 1771) – francuski inżynier i matematyk, wynalazca i konstruktor.
Członek Francuskiej Akademii Nauk. W roku 1732 wynalazł przyrząd, zwany od jego nazwiska rurką Pitota (tzw. rurka spiętrzająca), który do dziś stosowany jest w lotnictwie.
Jego nazwiskiem nazwane jest twierdzenie Pitota o bokach czworokąta opisanego na okręgu.